# Droga wojewódzka nr 417
Droga wojewódzka nr 417 (DW417) – droga wojewódzka w województwach śląskim i opolskim o długości ok. 46 km.

## Miejscowości przy trasie
- Żerdziny
- Pawłów
- Krowiarki
- Szczyty
- Maciowakrze
- Dobrosławice
- Grudynia Mała
- Milice
- Lisięcice
- Biernatówek
- Szonów
- Klisino
- Racławice Śląskie
- Laskowice|  | Zobacz multimedia związane z tematem: Droga wojewódzka nr 417 |